# Bombylius terminalis
Bombylius terminalis är en tvåvingeart som beskrevs av Enrico Adelelmo Brunetti 1909. Bombylius terminalis ingår i släktet Bombylius och familjen svävflugor. Inga underarter finns listade i Catalogue of Life.